# Phelsuma berghofi
Phelsuma berghofi là một loài thằn lằn trong họ Gekkonidae. Loài này được Krüger miêu tả khoa học đầu tiên năm 1996.